# Керетіно
Кере́тіно (мокш. Кярата, ерз. Кярата, рос. Керетино) — присілок у складі Ковилкінського району Мордовії, Росія. Входить до складу Ізосимовського сільського поселення.

## Населення
| 2002  | 2010  |
| ----- | ----- |
| → 130 | ↘ 103 |

Національний склад станом на 2002 рік:
- мокша — 100 %[6]